# Els dotze treballs d'Astèrix
Els dotze treballs d'Astèrix, també coneguda com Les dotze proves d'Astèrix, (títol original en francès: Les Douze Travaux d'Astérix) és una pel·lícula de dibuixos animats francesa de René Goscinny i Albert Uderzo, estrenada l'any 1976. Es tracta d'una paròdia dels dotze treballs d'Hèracles, que els dos protagonistes Astèrix i Obèlix emprenen per demostrar el seu poder a Cèsar en una juguesca.
És una història original realitzada pels autors d'Astèrix, a diferència de les altres pel·lícules sobre el personatge que eren l'adaptació d'un àlbum de còmics previ. Després de la seva estrena se'n va fer una adaptació en forma de novel·la il·lustrada a partir de les imatges del film.
És l'única pel·lícula produïda pels estudis Idéfix, pertanyent als autors citats i a l'editor Georges Dargaud. Ha estat doblada al català.

## Argument
Després de rebre una pallissa més dels irreductibles gals, un centurió arriba a la conclusió que no poden ser humans i que, per tant, són déus. Cèsar, fastiguejat que una colla de beneits tocats del bolet (tal com els anomena) faci ombra a la seva glòria, se'n va a veure al cap del poblet i li exigeix que els seus guerrers duguin a terme 12 proves que només podrien superar els déus. Si les superen totes, Roma se'ls sotmetrà, si no hauran d'acceptar la dominació romana i l'esclavitud. Copdegarròtix, el cap del poblet, designa Astèrix (el més llest) i Obèlix (el més fort) per fer les proves. En el transcurs d'aquestes seran guiats per Caius Pupus, un homenet lacònic i pràcticament impassible que garantirà la superació correcta de cada prova.

### Les dotze proves
1. La cursa contra Merinos: Astèrix ha de guanyar a Merinos, campió olímpic grec, "ràpid com el vent que bufa en una tempesta", en una cursa a través del bosc. Gràcies a la poció màgica, el gal es permet el luxe d'anar-se entretenint buscant bolets i flors fins que el desconcertat grec xoca contra un arbre.
2. Llançar la javelina més lluny que Kermes: Kermes, un persa capaç de llençar una javelina fins a Amèrica. Obèlix el supera sense cap problema, la seva javelina fa la volta el món i es posa a empaitar Kermes sense mostrar senyals d'afluixar.
3. Guanyar Cilíndric en un combat: Cilíndric és un germànic de baixa estatura, però gràcies als seus coneixements de judo, ningú el pot derrotar. Quan ho prova Obèlix, el treu de polleguera amb contínues mencions a l'obesitat per acabar apallissant-lo, però Astèrix, fingint voler aprendre aconsegueix que el germànic es faci literalment un nus.
4. Enfrontar-se a les sacerdotesses de l'illa del Plaer: aquesta prova fa referència a l'episodi d'Ulisses i les sirenes a l'Odissea, Obèlix és qui allunya el seu amic d'elles quan descobreix que no hi ha porc senglar entre els plaers que ofereixen.
5. Aguantar la mirada d'Iris: Iris és un hipnotitzador egipci que encén els ulls com si fossin fars. Astèrix no cau en la hipnosi del mag i el desconcentra constantment fins a aconseguir que s'hipnotitzi a si mateix i marxi creient que és un senglar.
6. Acabar-se un dinar de Mannekempix: Obèlix es menja un senglar, un estol d'oques, un bou, una vaca, vedells, un banc de peixos, un ramat de bens, una muntanya de caviar, una truita de vuit dotzenes d'ous, un elefant, un camell i un parell de torradetes provocant que el cuiner belga surti plorant per haver buidat la cuina. Tot seguit Obèlix es queixa que no li ha dut les postres.
7. Entrar a l'antre de la Bèstia: És una paròdia de la baixada als inferns o catàbasi de molts herois mitològics, es veuen escenes de terror, com una partida de tenis amb un crani com a pilota, el futur, representat per un metro que circula, però l'escena finalitza quan una bèstia, que no és ensenyada als espectadors, apareix. Quan surten de la cova, Obèlix la descriu dient que "era molt bona".
8. La casa que fa tornar boig: És una crítica ferotge a la burocràcia. Els gals han d'entrar en un edifici i aconseguir l'imprès A-38, però gairebé fracassen entre contraindicacions, formularis i personal que ha sortit a esmorzar. Finalment, s'hi barallen amb les seves pròpies armes, enviant-los a buscar un imprès inexistent i provocant la bogeria de tots els treballadors.
9. Creuar un pont per un fil invisible: No la segueixen tal peu de la lletra, sinó que llancen al fossar dels cocodrils i els derroten a mastegots.
10. Resoldre l'enigma del venerable del cim: Els gals s'han d'enfilar a una muntanya molt alta i resoldre l'enigma que els planteja un ancià que hi viu. Han d'esbrinar amb els ulls tapats quina pila de roba ha estat rentada amb "Olympia", el sabó dels déus, cosa que Astèrix fa en un segon, perquè una de les piles és més flonja i suau.
11. Passar la nit a la plana dels apareguts: Mentre intenten dormir, Obèlix és despertat per una legió fantasma a qui s'enfronta inútilment. El centurió fantasma, mentre li explica la seva història provoca que Astèrix s'aixequi i li canti les quaranta perquè vol dormir fins a fer-lo desaparèixer.
12. Participar en els jocs del Circ Màxim: Els herois es desperten inexplicablement a Roma, on es reuneixen amb la resta d'habitants del seu poblet, derroten als gladiadors gràcies a la poció màgica i converteixen les feres en un número de circ modern, finalitzant les proves.

Havent superat totes les proves, Juli Cèsar se sotmet i entrega al cap dels gals, Abraracúrcix, la seva corona de llorers.
En epíleg, Cèsar viu retirat amb Cleòpatra en una petita vila romana, Caius Pupus com a recompensa és enviat a l'illa del Plaer i els gals celebren el tradicional banquet al seu poble. Obèlix pregunta a Astèrix si realment són amos de Roma i aquest li respon que no, que són dibuixos animats i pot passar de tot. Tot seguit, Obèlix i el senglar que s'estava menjant, desapareixen per anar a parar a l'illa del Plaer amb Caius Pupus.

## Doblatge al català
La primera emissió per TV3 es lliurà el vint-i-cinc de desembre de 1990. Canal 9 l'estrenà el 6 de gener del 1991, amb Eduard Borja en la veu del protagonista.